# Післяписемне суспільство
Післяписемне суспільство — це гіпотетичне суспільство, в якому мультимедійні технології просунулися до такого рівня, коли грамотність (письменність), уміння читати і писати, більше не є необхідною або загальною. Термін з'являється ще в 1962 році у творі Маршалла Маклюена «Галактика Гутенберга». Багато науково-фантастичних суспільств є післяписемне, наприклад, у «451 градусі за Фаренгейтом» Рея Бредбері, романі «Іліум» Дена Сіммонса та «Суперсумній історії кохання» Гарі Штейнгарта.
Післяписемне суспільство відрізнятиметься від сучасних чи історичних усних культур, які не використовують системи письма та чиї естетичні традиції набувають форми усної літератури та усної історії, яким сприяють мистецтво, танці та спів). Післяписемне суспільство замінило б письмове слово записаними звуками (компакт-диски, аудіокниги), усним словом і музикою (радіо), зображеннями (JPEG) і рухомими зображеннями (телебачення, фільми, MPG, потокове відео, відеоігри, віртуальна реальність). Післяписемне суспільство все ще може включати письменних людей (які вміють читати й писати), але не хочуть цього робити. Більшість, якщо не всі люди, будуть медіаграмотними, мультимедійно грамотними, візуально грамотними та трансграмотними.
Нехудожні книжки «Розважаючись до смерті» Ніла Постмена та «Імперія ілюзій» Кріса Хеджеса спостерігають раптовий підйом післяписемної культури.